# Zelicodes
Zelicodes là một chi bướm đêm thuộc họ Erebidae.

## Loài
- Zelicodes linearis Grote, 1883